# Propaganda en la Unión Soviética

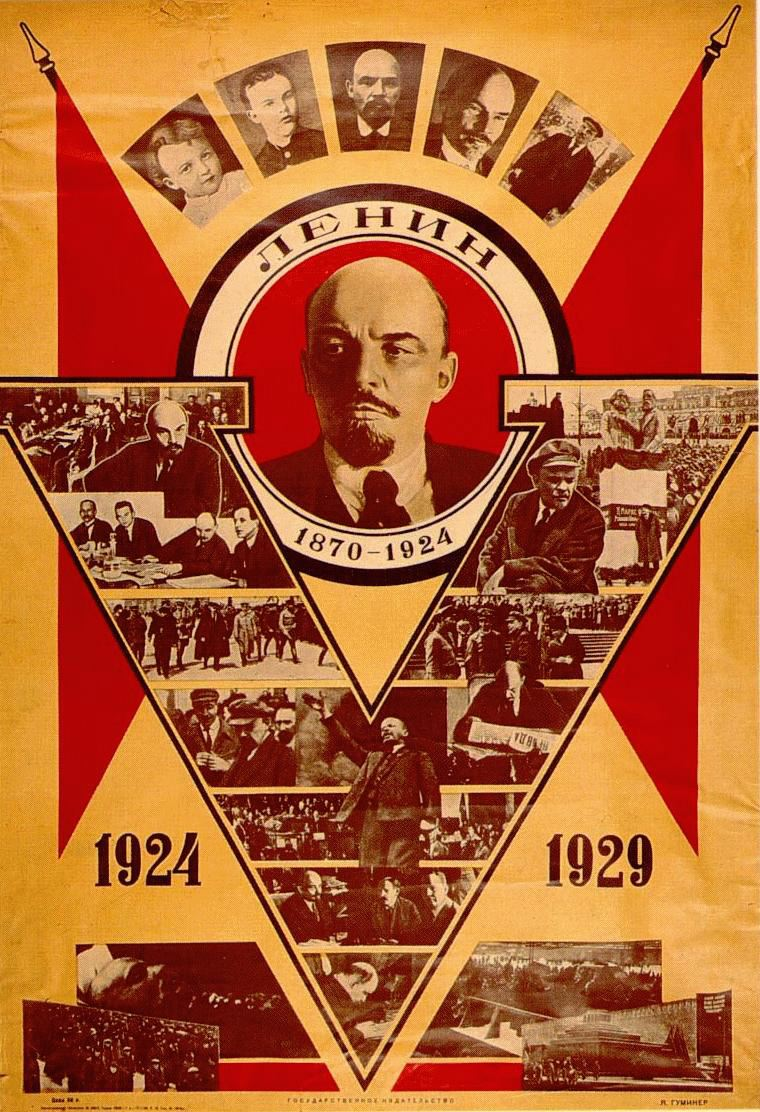
Póster propagandístico de Lenin por el quinto aniversario de su muerte (1929).

La propaganda en la Unión Soviética se basó ampliamente en la ideología marxista-leninista para promover la línea del Partido Comunista. En las sociedades con una censura generalizada, la propaganda era omnipresente y vigorosamente reforzada. Penetró incluso en las ciencias sociales y naturales dando lugar a diversas teorías pseudocientíficas como el Lysenkoísmo, mientras que los campos del conocimiento real, como la genética, la cibernética y la lingüística comparada, fueron condenados y prohibidos como "pseudociencia burguesa". Con "las verdades reprimidas, las falsedades en cada campo fueron incesantemente frotadas en la impresión, en reuniones interminables, en la escuela, en manifestaciones masivas, en la radio".
El principal organismo de censura soviético, la Glavlit, se empleó no solo para eliminar cualquier material impreso indeseable, sino también para "asegurarse de que el giro ideológico correcto aparezca en cada artículo publicado". En la era de Stalin, la desviación de los dictados de la propaganda oficial fue castigada con la ejecución y campos de trabajo del Gulag. En la era post-Stalin, estas medidas punitivas fueron reemplazadas por psiquiatría punitiva, prisión, negación de trabajo y pérdida de la ciudadanía. "Hoy un hombre sólo habla libremente con su esposa; por la noche, con mantas sobre su cabeza", dijo el escritor Isaak Bábel en privado a un amigo de confianza.

## Definición del concepto
Según el historiador Peter Kenez, "los socialistas rusos no han contribuido a nada a la discusión teórica de las técnicas de persuasión de masas... Los bolcheviques nunca buscaron y no encontraron métodos diabólicamente inteligentes para influir en la mente de la gente, para lavarlos". Esta falta de interés, dice Kénez, "siguió a su noción de propaganda y pensó en la propaganda como parte de la educación". En un estudio publicado en 1958, el profesor de administración de negocios Raymond Bauer concluyó: "Irónicamente, la psicología y las otras ciencias sociales se han empleado menos en la Unión Soviética precisamente para esos propósitos para los que los estadounidenses creen que la psicología sería utilizada en una propaganda de estado totalitario-político y el control de la conducta humana".

## Medios de comunicación

### La escuela y organizaciones juveniles

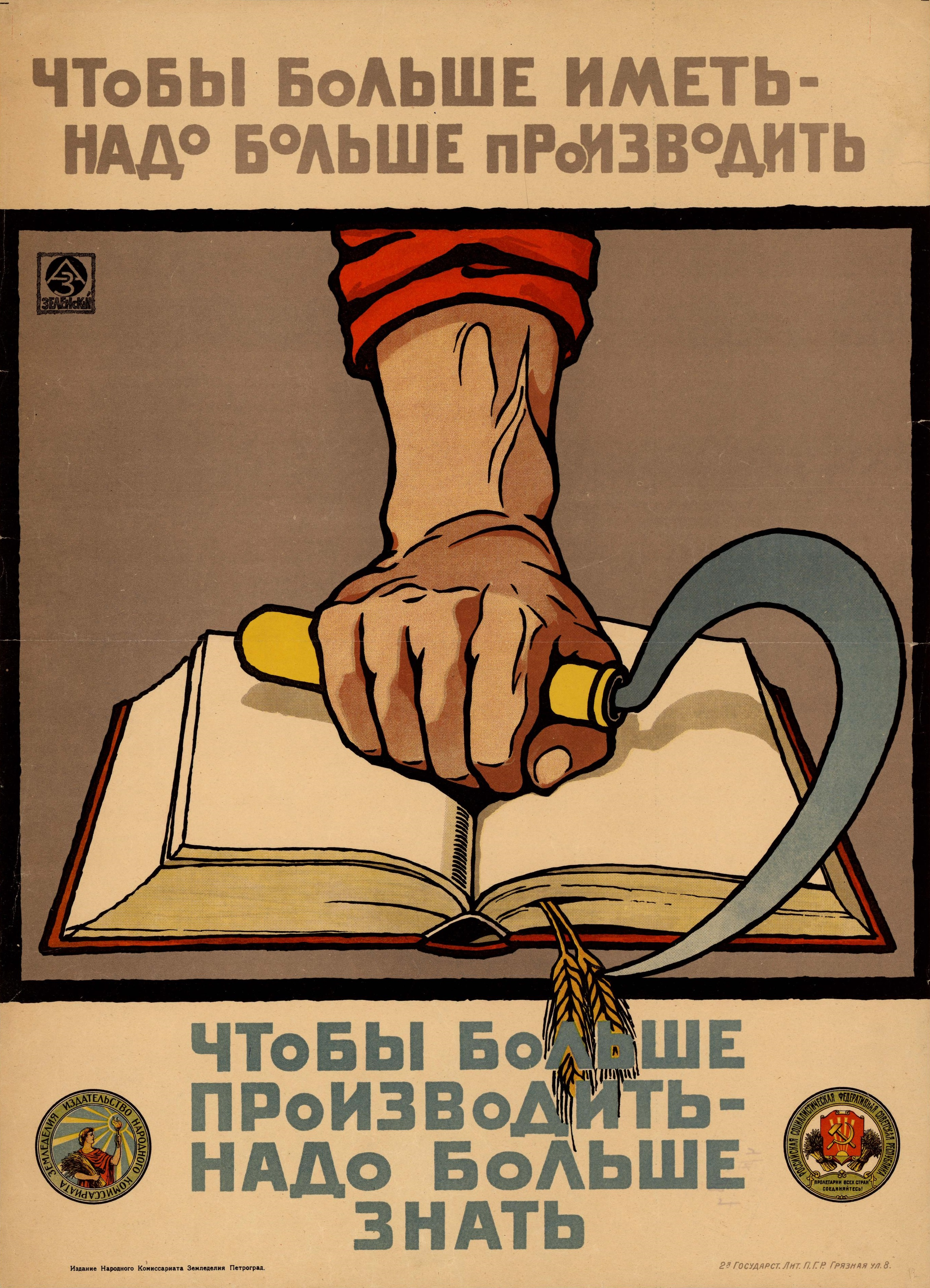
«Para tener más, debemos producir más. Para producir más, debemos saber más».

Un objetivo importante de la propaganda comunista era crear un nuevo hombre. Las escuelas y las organizaciones juveniles comunistas, como los pioneros soviéticos y el Komsomol, sirvieron para sacar a los niños de la familia "pequeño-burguesa" y adoctrinar a la nueva generación en el estilo de vida comunista. La idea de que la crianza de los hijos era únicamente preocupación de sus padres fue rechazada explícitamente.
Un teórico soviético de la educación declaró: "Debemos convertir a los jóvenes en una generación de comunistas. Los niños, como la cera blanda, son muy maleables y deben ser moldeados en buenos comunistas... Debemos rescatar a los niños de la influencia dañina de la familia. Debemos nacionalizarlos. Desde los primeros días de sus pequeñas vidas, deben encontrarse bajo la influencia benéfica de las escuelas comunistas... Obligar a la madre a dar a su hijo al Estado soviético, esa es nuestra tarea".
A los nacidos después de la Revolución se les dijo explícitamente que debían construir una utopía de fraternidad y justicia, y no ser como sus padres, sino completamente «rojos». En todas las escuelas se han establecido "los rincones de Lenin", "santuarios políticos para la exhibición de propaganda sobre el fundador del Estado soviético como un dios". Las escuelas realizaron marchas, canciones y promesas de lealtad al liderazgo soviético. Uno de los propósitos era inculcar en los niños la idea de que están involucrados en la revolución mundial, que es más importante que cualquier vínculo familiar. Pávlik Morózov, quien denunció a su propio padre ante la policía secreta del NKVD, fue promovido como un gran ejemplo positivo.
Los profesores de las ciencias económicas y sociales eran particularmente responsables de inculcar puntos de vista marxistas-leninistas "inamovibles".
Todos los profesores eran propensos a seguir, estrictamente, el plan de educación de los niños aprobados por arriba por razones de seguridad, lo que podría causar serios problemas relacionados con eventos sociales que, por casualidad, no estaban incluidos en el plan. Los niños de elementos "socialmente ajenos" eran a menudo objeto de abuso o expulsados, en nombre de la lucha de clases. A principios del régimen, muchos maestros fueron atraídos por los planes comunistas de escolarización debido a la pasión por la alfabetización y la aritmética, que los comunistas estaban tratando de difundir.
El Movimiento de Pioneros fue un factor importante en el adoctrinamiento de los niños. Se les enseñó a ser sinceros e intransigentes y a luchar contra los enemigos del socialismo. En la década de 1930, este adoctrinamiento dominó completamente a los jóvenes pioneros.

## Carteles

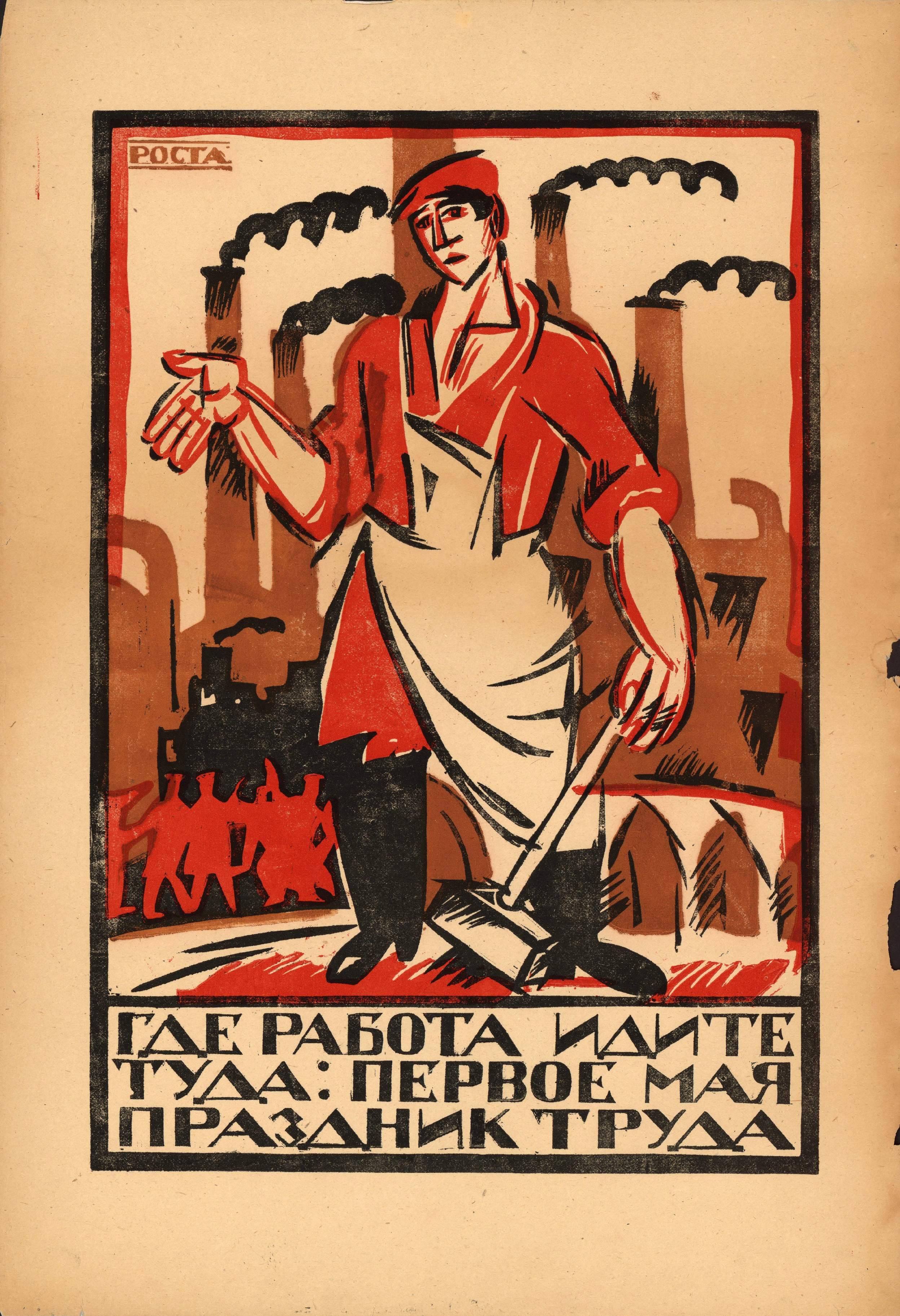
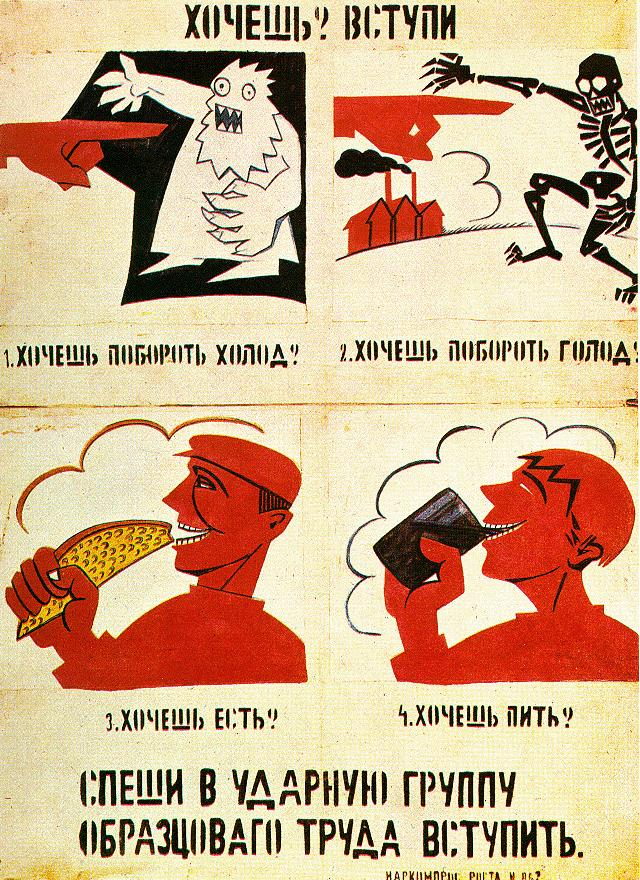
¿QUIERES UNIRTE? 1. ¿Quieres conquistar el frío? 2. ¿Quieres conquistar el hambre? 3. ¿Quieres comer? 4. ¿Quieres beber?

## Cine
- La caída de Berlín, 1949
- Soy Cuba, 1964